# Cedrillas
Cedrillas – gmina w Hiszpanii, w prowincji Teruel, w Aragonii, o powierzchni 73,57 km². W 2011 roku gmina liczyła 631 mieszkańców.